# Mosteiro de Pantanassa
O Mosteiro de Pantanassa (em grego:  Μονή Παντανάσσης) é um mosteiro em Mystras, na Grécia. Foi fundado por um ministro-chefe do falecido despotado bizantino da Morea, John Frankopoulos, e foi inaugurado em setembro de 1428. É o único mosteiro no local ainda permanentemente habitado. Hoje é habitado por freiras que prestam hospitalidade. A sua "fachada esculpida em pedra lindamente ornamentada" é de nota arquitectónica.